# Degasatore termico
Il degasatore termico è un tipo di scambiatore di calore nel quale si ottiene la degasazione termica o il degasaggio dell'acqua utilizzata come fluido termovettore negli impianti industriali di produzione di energia (ad esempio nelle centrali termoelettriche). In particolare, l'ossigeno disciolto nell'acqua di alimento di generatori di vapore provoca gravi forme di corrosione con produzione di depositi di ossidi. L'anidride carbonica disciolta si combina con l'acqua per formare acido carbonico che provoca ulteriore corrosione. La maggior parte dei degasatori sono progettati per ridurre il tenore di ossigeno disciolto al di sotto di 7 ppb in peso (0.005 cm³ / l) o meno ed eliminando quasi totalmente l'anidride carbonica.
Nei cicli termodinamici degli impianti l'acqua è spesso costretta a cambiamenti di stato liquido-vapore saturo o addirittura vapore surriscaldato con notevole incremento di temperatura e pressione del fluido; è chiaro quindi che l'acqua debba essere il più possibile pura, pena il danneggiamento delle tubazioni o componenti delle macchine con le quali essa entra in contatto.

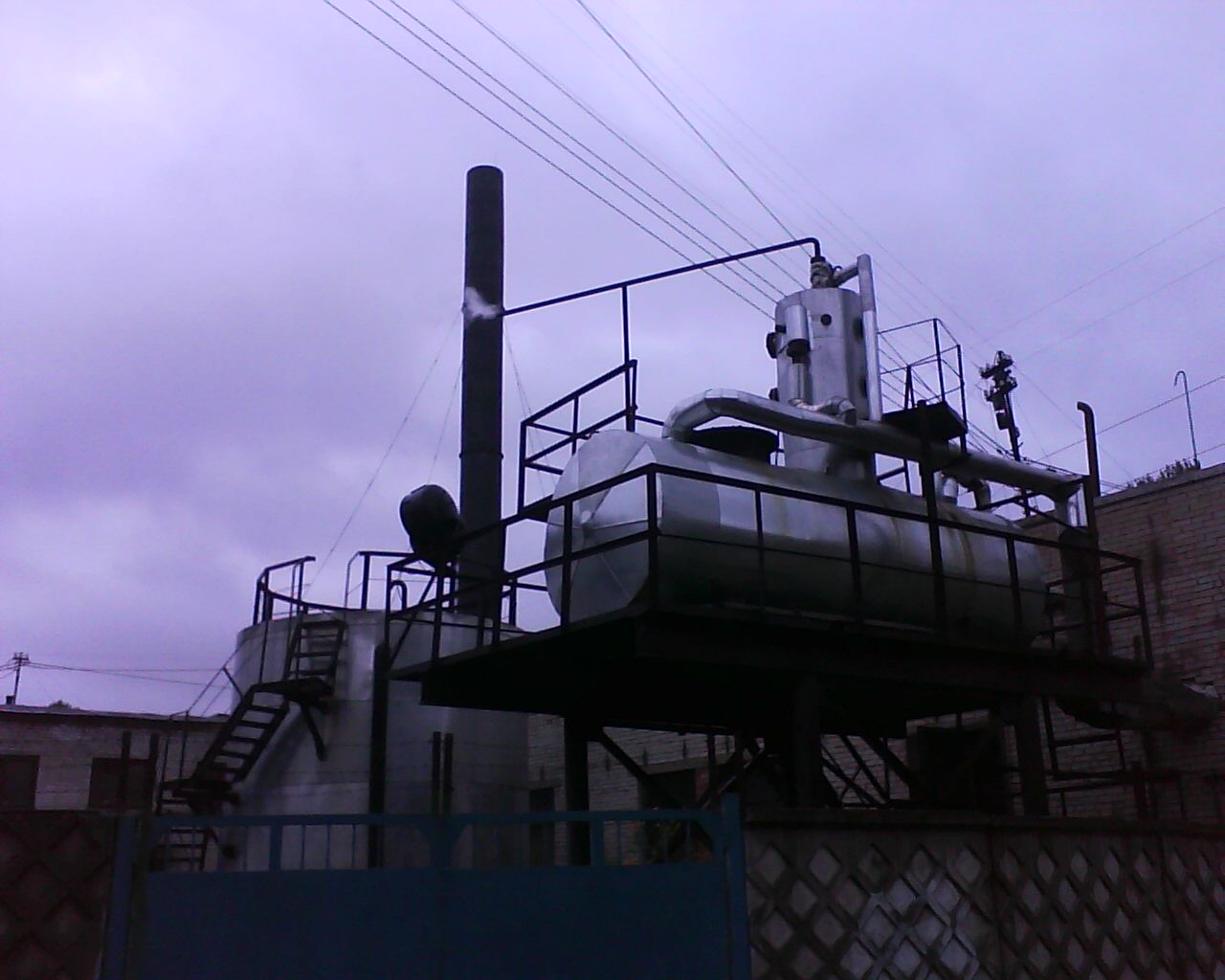
Esempio di installazione di degasatore

## Caratteristiche funzionali
La degasazione termica è basata sul principio secondo il quale la solubilità dei gas nell'acqua diminuisce con l'aumento della temperatura fino a raggiungere le condizioni di saturazione alle quali la quantità di gas disciolti in essa è praticamente nulla. Il tipo più comune di degasatore è quello a torretta. In tale macchina si individuano tre zone di processo diverse:
- Zona di preriscaldamento: generalmente è costituita dalla parte più alta della torretta nella quale viene nebulizzata l'acqua da trattare a mezzo di ugelli spruzzatori, in questo modo l'acqua viene preriscaldata, condensando il vapore proveniente dalla base della torretta trascinato dai gas che sono già stati liberati in precedenza.
- Zona di riscaldamento e degasaggio: l'acqua che era stata nebulizzata, scende per gravità nella zona centrale della torretta dove viene liberata dei gas in essa contenuti mediante strippaggio. La superficie di scambio termico e di massa viene estesa mediante il frazionamento dell'acqua ottenuto in piatti forati durante la sua fase di caduta.
- Zona di ribollimento: le ultime tracce di gas presenti vengono eliminate riscaldando l'acqua fino alla sua temperatura di saturazione ad una pressione più elevata rispetto a quella regnante nel degasatore. Questo è possibile alimentando la base della torretta con vapore proveniente dalla turbina, ottenuto mediante opportuni spillamenti. Facendola successivamente espandere ed evaporare.

L'acqua degasata viene successivamente raccolta alla base del serbatoio, dove si ripristinano le condizioni di equilibrio liquido-vapore, e prelevata da pompe di alimento con lo scopo di alimentare il circuito.